# 揽头窝堡遗址
揽头窝堡遗址，位于中国吉林省长春市德惠市边岗乡丹城子村，为一个全国重点文物保护单位，类型为古遗址，公布时间为2013年5月。该文物保护单位由德惠市文管所管理。
揽头窝堡遗址的历史年代为辽金。